# Емі Макдональд
Емі Елізабет Макдональд (англ. Amy Elizabeth Macdonald; нар. 25 серпня 1987, Бішопбріггс, Східний Данбартоншир, Шотландія) — шотландська софт- та фольк-рок співачка, авторка-виконавиця, музикантка. Випустила чотири студійні альбоми. Станом на вересень 2017 продала понад 12 мільйонів альбомів по всьому світу.

## Музична кар'єра
30 липня 2007 року Макдональд випустила дебютний альбом — «This Is the Life». П'ять пісень з альбому стали синглами: «Poison Prince», «Mr Rock & Roll», «L.A.», «This Is the Life», «Run». Альбом продався у понад 2 млн копій.
Наступний альбом співачки — «A Curious Thing», вийшов 8 березня 2010 року. Пісні «Don't Tell Me That It's Over», «Spark», «This Pretty Face», «Love Love» та «Your Time Will Come» стали синглами.
Третій студійний альбом Макдональд «Life in a Beautiful Light» вийшов 11 червня 2012 року. Альбом випустив три сингли: «Slow It Down», «Pride» та «4th of July».
У 2017 році випустила четвертий альбом «Under Stars», у 2020-му — п'ятий, «The Human Demands».

## Особисте життя
Найбільший вплив на творчість співачки мав гурт Travis, а також The Killers та The Libertines.
У 2008 році заручилася з футболістом Стівом Ловллом. Пара розійшлась в червні 2012 року.
У січні 2016 року оголосила про заручини з футболістом Річардом Фостером. Одружилася з ним 2018 року в Лас-Вегасі.
Макдональд уболіває за команду «Рейнджерс».

## Нагороди та номінації
| Рік  | Нагорода                | Категорія                                             | Результат |
| ---- | ----------------------- | ----------------------------------------------------- | --------- |
| 2013 | Scottish Fashion Awards | Scottish Fashion Icon                                 | Номінація |
| 2013 | Премія ЕХО              | Best International Rock/Pop Female                    | Номінація |
| 2011 | Swiss music awards      | Best International Album Rock/Pop – 'A Curious Thing' | Перемога  |
| 2011 | Премія ЕХО              | Best International Rock/Pop Female                    | Перемога  |
| 2010 | Tartan Clef Award       | Best Album – 'A Curious Thing'                        | Перемога  |
| 2009 | Swiss Music Awards      | Best International Album – 'This Is The Life'         | Перемога  |
| 2009 | Swiss Music Awards      | Best International Song – 'This Is The Life'          | Перемога  |
| 2009 | Премія ЕХО              | Best Newcomer International                           | Перемога  |
| 2009 | Премія ЕХО              | Best International Female                             | Номінація |
| 2009 | Премія ЕХО              | Single of the Year for «This Is the Life»             | Номінація |
| 2009 | NRJ Music Awards        | International Album of the Year for This Is the Life  | Номінація |
| 2009 | NRJ Music Awards        | International Revolution of the Year                  | Номінація |
| 2008 | Daily Record            | Scottish Person of the Year                           | Перемога  |
| 2007 | Silver Clef Award       | Best Newcomer                                         | Перемога  |

## Дискографія
- 2007: «This Is the Life»
- 2010: «A Curious Thing»
- 2012: «Life in a Beautiful Light»
- 2017: «Under Stars»
- 2020: «The Human Demands»